# Науманн, Эйнар
Эйнар Науманн (швед. Einar Christian Leonard Naumann; 13 августа 1891, приход Гёрбю — 22 сентября 1934, приход Анебода) — шведский ботаник и лимнолог, профессор лимнологии Лундского университета (Швеция).

## Научная деятельность
С 1909 по 1915 год Эйнар Науманн учился в Лундском университете. В 1917 году получил научную степень доктора философии и начал читать лекции в университете Лунда.
С 1913 года Эйнар Науманн работал в течение лета на рыболовной станции в Анебоде (Смоланд, Южная Швеция), где впоследствии основал полевую лабораторию от Лундского лимнологического института. Сейчас эта станция носит имя Эйнара Науманна.
В 1919 году получил звание профессора лимнологии Лундского университета.
В 1921 году к Науманну приехал немецкий лимнолог Август Тинеман (1882—1960), и Науманн предложил своему коллеге создать международное объединение лимнологов. В следующем 1922 году, 3 августа, на встрече в аудитории Зоологического института Кильского университета (Германия) Науманн и Тинеманн основали «Societas Internationalis Limnologiae» (Международное лимнологическое общество).
В 1929 году Науманн возглавил Лундский университет.
Эйнар Науманн внес значительный вклад в озерную типологию. Он ввел в обращение термины «олиготрофные», «эвтрофные», «дистрофные» «озера», которые используются в современной лимнологической классификации.